# Jacky Courtillat
Jacques „Jacky“ Courtillat (* 8. Januar 1943 in Melun) ist ein ehemaliger französischer Florettfechter.

## Erfolge
Jacky Courtillat gewann mit der Mannschaft bei den Weltmeisterschaften 1963 in Danzig und 1965 in Paris die Bronzemedaille. Zweimal nahm er an Olympischen Spielen teil: 1960 wurde er in Rom mit der Mannschaft Fünfter. Bei den Olympischen Spielen 1964 in Tokio schied er in der Einzelkonkurrenz in der Viertelfinalrunde aus. Im Mannschaftswettbewerb zog er mit der französischen Equipe ins Halbfinale ein, in dem sie gegen die Sowjetunion mit 6:9 unterlag. Im abschließenden Gefecht um Rang drei setzte sich Courtillat gemeinsam mit Jean-Claude Magnan, Christian Noël, Daniel Revenu und Pierre Rodocanachi gegen Japan mit 9:4 durch und gewann damit die Bronzemedaille.